# Лагутин, Борис Николаевич
Бори́с Никола́евич Лагу́тин (24 июня 1938, Москва, СССР — 4 сентября 2022, Москва, Россия) — советский боксёр, двукратный олимпийский чемпион (1964, 1968), двукратный чемпион Европы (1961, 1963), 6-кратный чемпион СССР (1959, 1961—1964, 1968). Выдающийся боксёр СССР (1963), заслуженный мастер спорта СССР (1963). 

## Биография
Впервые пришёл в секцию бокса в 1955 году. Через пять лет впервые в напряжённом поединке победил действующего чемпиона СССР — Юрия Грымова. В 1960 году накануне Олимпийских игр в Риме, в возрасте 22 лет являлся чемпионом СССР в первом среднем весе. На самих Играх сказалось отсутствие опыта международных поединков, до стадии ½ финала советский спортсмен дошёл без проблем, добившись досрочных побед над Альхассаном Бримахом из Ганы и Джону Буковски из Австралии. В полуфинале же в равной борьбе уступил со счётом 2:3 будущему чемпиону американцу Уилберту Макклюру. Американец, знавший о силе советского спортсмена в бою на дальней дистанции, смог втянуть Бориса в ближний бой, где владел преимуществом, что и предопределило его победу. В итоге Лагутин уехал из Рима с бронзовой медалью.
В течение следующих четырёх лет Лагутин дважды становился чемпионом Европы, признавался лучшим боксёром чемпионата Европы 1963 года, четырежды чемпионом СССР, но главной целью оставалась победа на Олимпийских играх. В Токио Лагутин уезжал капитаном боксёрской сборной и добился победы. На пути к финалу советский боксёр побил Пауля Хога из Объединённой команды Германии, в следующем бою Хосе Чирино из Аргентины был дисквалифицирован, Эдди Дэвис из Ганы не вышел на бой 1/4 финала, а Юзеф Гжесяк из Польши проиграл Лагутину по очкам. В финальном поединке Лагутин без особых проблем со счётом 4:1 добился победы над французом Жозефом Гонсалесом.
В 1965 году Лагутин уступил на чемпионате СССР Ю. Мавряшину [1], обладавшему сильным ударом, и был выведен из состава сборной. В марте 1967 года на отборочных соревнованиях в Воскресенске он уступил действующему чемпиону СССР Виктору Агееву разделённым решением судей (2:3). На чемпионате СССР 1968 года победу в полуфинале праздновал уже Лагутин, который и выиграл турнир; общий счёт встреч этих двух выдающихся спортсменов, всегда заканчивавшихся со счётом 3:2, выровнялся и стал 2:2. Хотя первым номером сборной считался более молодой Агеев, его обусловленная неспортивным поведением дисквалификация привела к тому, что Лагутин, действующий чемпион СССР, принял участие в Играх в Мехико. В первых двух олимпийских боях Лагутин победил досрочно, нокаутировав испанца Мойсеса Фахардо и представителя Объединённой Арабской Республики Саеда Эль-Нахазса. Румын Ион Ковачи и представитель ФРГ Гюнтер Майер проиграли по очкам. В финале советскому спортсмену противостоял кубинец Роландо Гарбей. Бой выдался сложным, однако в завершающем раунде Лагутин добился значительного преимущества; в конце концов, коронная 4-ударная комбинация прямых ударов отправила кубинца в нокдаун. Все пять судей отдали победу спортсмену из СССР.
Тренировался у Владимира Тренина.
После Олимпийских игр Борис Лагутин завершил карьеру спортсмена. Имел два высших образования, окончив ГЦОЛИФК и биологический факультет МГУ, защитил кандидатскую диссертацию, посвящённую вопросам жизнедеятельности головного мозга. Работал в ЦК ВЛКСМ (ответственным организатором отдела спортивной и оборонно-массовой работы), председателем Федерации бокса СССР, заместителем председателя республиканского совета ДСО «Спартак», начальником управления массовой физической культуры Всесоюзного совета ДСО профсоюзов. Член КПСС с 1966 года.
Жил в Москве. Скоропостижно скончался 4 сентября 2022 года.

## Спортивные достижения
Международные
- XVII летние Олимпийские игры 1960 года —
- XVIII летние Олимпийские игры 1964 года —
- XIX летние Олимпийские игры 1968 года —
- Чемпионат Европы по боксу 1961 года —
- Чемпионат Европы по боксу 1963 года —

Всесоюзные
- II Летняя Спартакиада народов СССР 1959 года —
- III Летняя Спартакиада народов СССР 1963 года —
- Чемпионат СССР по боксу 1959 года —
- Чемпионат СССР по боксу 1960 года —
- Чемпионат СССР по боксу 1961 года —
- Чемпионат СССР по боксу 1962 года —
- Чемпионат СССР по боксу 1963 года —
- Чемпионат СССР по боксу 1964 года —
- Чемпионат СССР по боксу 1968 года —

### Спортивные звания
- «Выдающийся боксёр СССР» (1963)
- Заслуженный мастер спорта СССР (1969)

## Награды и звания
- Медаль «За трудовое отличие» (16.09.1960) — за успешные выступления в XVII летних и VIII зимних Олимпийских играх 1960 года, а также за выдающиеся спортивные достижения[4]
- Орден «Знак Почёта» (1965 год)
- Орден Трудового Красного Знамени (1969 год)
- Почётный знак «За заслуги в развитии физической культуры и спорта» (1975 год) — за активную деятельность и большой вклад в развитие физической культуры и спорта, выдающиеся спортивные достижения[5]
- Орден Дружбы Народов (14 ноября 1980 года) — за большую работу по подготовке и проведению Игр XXII Олимпиады[6]
- Заслуженный работник физической культуры РСФСР (1982 год)
- Медаль «Ветеран труда» (1988 год)
- Орден «За заслуги перед Отечеством» IV степени (19 апреля 1995 года) — за заслуги в развитии физической культуры и спорта и большой личный вклад в возрождение и становление спортивного общества «Спартак»[7]
- Медаль «В память 850-летия Москвы» (1997 год)
- Серебряный Олимпийский орден (1998 год)[8]
- Орден «За заслуги перед Отечеством» III степени (22 июня 1998 года) — за большой личный вклад в развитие физической культуры и спорта[9]
- Благодарность Президента Российской Федерации (21 апреля 2000 года) — за большой вклад в возрождение и становление физкультурно — спортивного общества «Спартак»[10]
- Знак отличия «За заслуги перед Москвой» (Москва, 23 июня 2008 года) — за большой личный вклад в развитие физической культуры и спорта в городе Москве[11]